# Fabio Bellotti
Fabio Bellotti (Pontremoli, 26 marzo 1972) è un ex calciatore italiano, di ruolo centrocampista.

## Carriera

### Club
Cresciuto nella Carrarese, nel 1990 viene acquistato dal Milan, dove diventa capitano della formazione Primavera. Con Lecce, Bologna, Venezia, Monza, Verona, Avellino e Messina colleziona 119 presenze e 6 gol in Serie B. Inoltre ha giocato per Siena, Gualdo, Cesena e Pro Vercelli.

### Nazionale
È stato convocato con la Nazionale Under-21 nel 1992 per la partita contro la Svizzera finita 1-0 per gli azzurrini, senza però scendere in campo.